# Heterostegane thibetaria
Heterostegane thibetaria är en fjärilsart som beskrevs av Eugen Wehrli 1931. Heterostegane thibetaria ingår i släktet Heterostegane och familjen mätare. Inga underarter finns listade i Catalogue of Life.